# Вентиляція

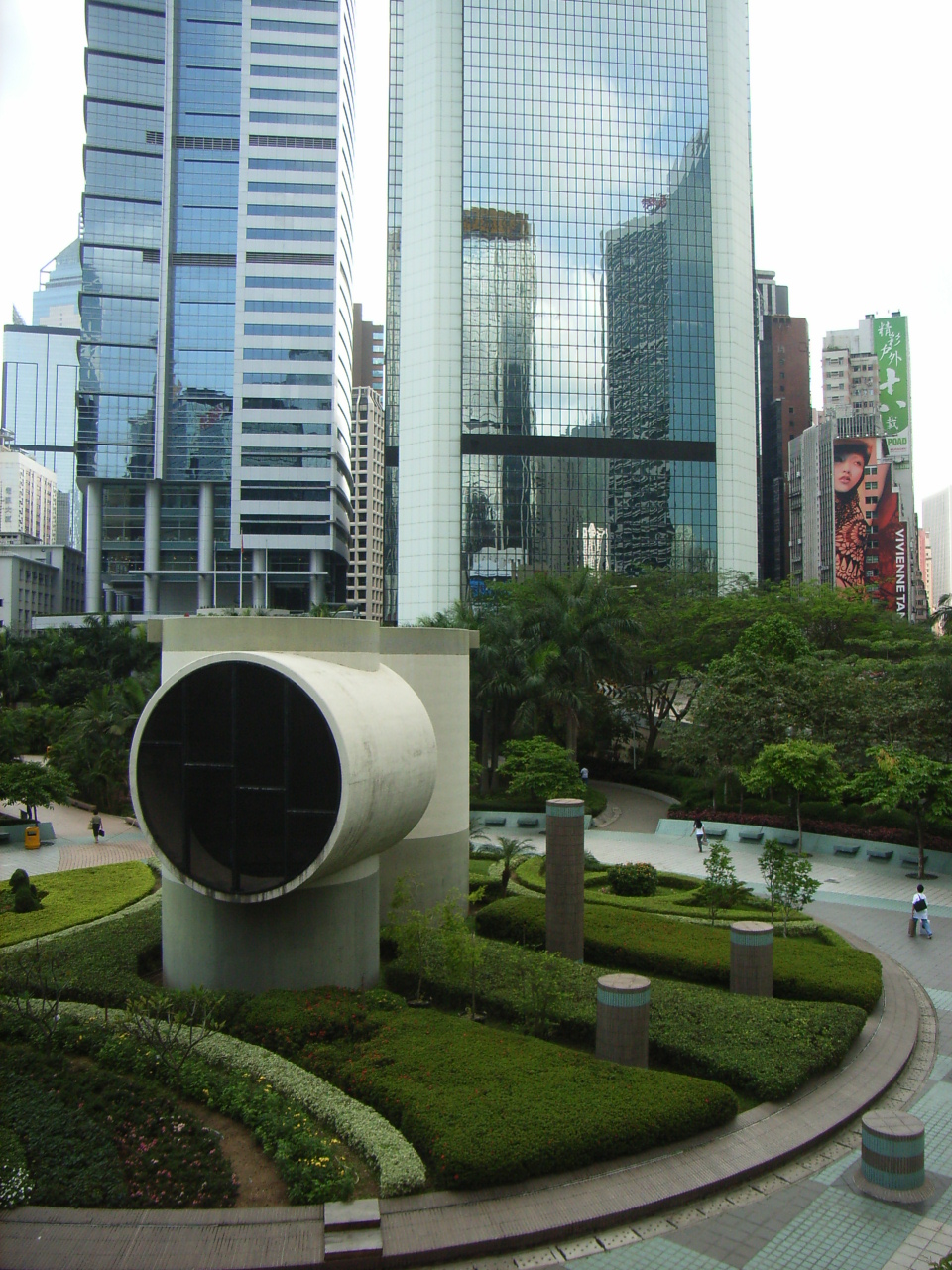
Вентиляційна шахта в Гонконгу

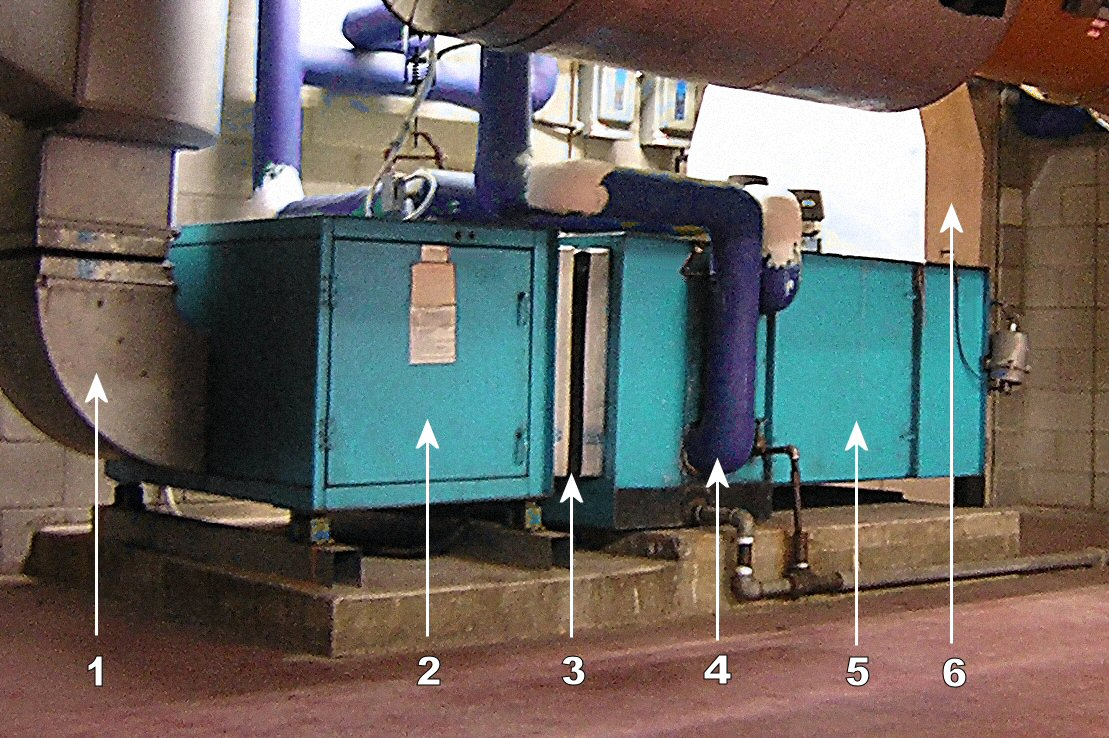
Агрегат підготовки повітря (air handling unit) вентиляційної системи (потік повітря рухається справа наліво). Основні компоненти:
1 — Канал подачі повітря
2 — Вентиляторний відсік
3 — Віброізолятор
4 — Підігрівальний і/або охолоджувальний блок
5 — Фільтрувальний відсік
6 — Змішувальний (рециркуляційний + забірний) повітряний патрубок

Вентиля́ція (від лат. ventilatio — провітрювання) — створення обміну повітря в приміщенні для видалення надлишків теплоти, вологи, шкідливих та інших речовин з метою забезпечення допустимих метеорологічних, санітарно-гігієнічних, технологічних умов повітряного середовища. Вентиляція створює умови повітряного середовища, сприятливі для здоров'я і самопочуття людини, що відповідають вимогам технологічного процесу, збереження устаткування і будівельних конструкцій будівлі, зберігання матеріалів, продуктів, книг, картин тощо.
Для оптимального теплового самопочуття людина повинна зберігати постійну температуру тіла, що забезпечується безперервним відведенням тепла, яке утворюється в процесі життєдіяльності організму і сприйманої ним теплоти — у довкілля. Теплообмін і теплове самопочуття людини обумовлюються сумісним впливом температури повітря і навколишніх предметів, вологості повітря і швидкості його руху біля тіла.

## Історія

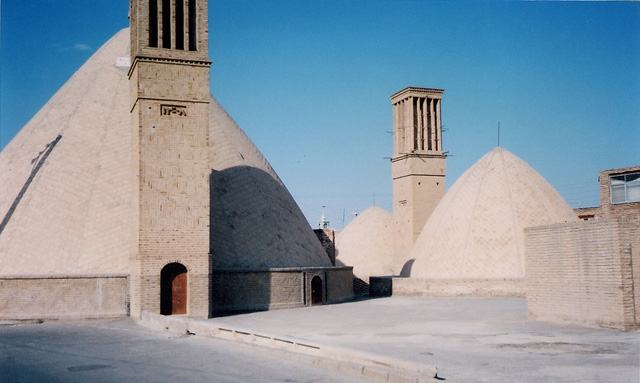
Аб анбар (резервуар для води) з подвійними куполами та вітроловцями (отворами біля вершини веж) у центральному пустельному місті Наїн в Ірані. Вітровики є формою природної вентиляції.

Давньоримський будинок, що мав різноманітні методи пасивного охолодження та пасивної вентиляції. Важкі цегляні стіни, невеликі зовнішні вікна та вузький сад, орієнтований на вісь Північ-Південь, затінюють будинок, запобігаючи надходженню тепла. Будинок виходить на центральний атріум з імплювієм (відкритим до неба); охолодження води через випаровування викликає поперечну тягу з атріуму в сад.

Примітивні системи вентиляції були знайдені в археологічній пам'ятці Плочнік (культури Вінча) у Сербії та були вбудовані у ранні мідетопні печі. Піч, побудована ззовні цеху, мала схожі на земляні труби вентиляційні отвори з сотнями крихітних отворів у них і прототип димоходу, щоб повітря надходило в піч для живлення вогню та для безпечного виходу диму.
Про системи пасивної вентиляції та пасивного охолодження багато писали у Середземномор'ї в класичні часи. Як джерела тепла, так і джерела охолодження (такі як фонтани та підземні резервуари тепла) використовувалися для циркуляції повітря, а будівлі проектувалися таким чином, щоб заохочувати або виключати протяги, відповідно до клімату та функції. Громадські лазні часто були особливо досконалими у сфері опалення та охолодження. Відомі льодовні, яким кілька тисячоліть, що були частиною добре розвиненої льодової промисловості в класичні часи.
Розвиток штучної вентиляції спонукала поширена наприкінці 18-го та на початку 19-го століття міазматична теорія хвороб, згідно з якою вважалося, що застійне повітря поширює хвороби. Раннім методом вентиляції було використання вентиляційного вогню біля вентиляційного отвору, який змушував повітря в будівлі примусово циркулювати. Англійський інженер Джон Теофілус Десаґульєрс навів ранній приклад цього, коли встановив вентиляційні вогнища у повітряних трубах на даху Палати громад. Починаючи з театру Ковент-Гарден, газові люстри на стелі часто створювалися спеціально для вентиляції.

### Механічні системи

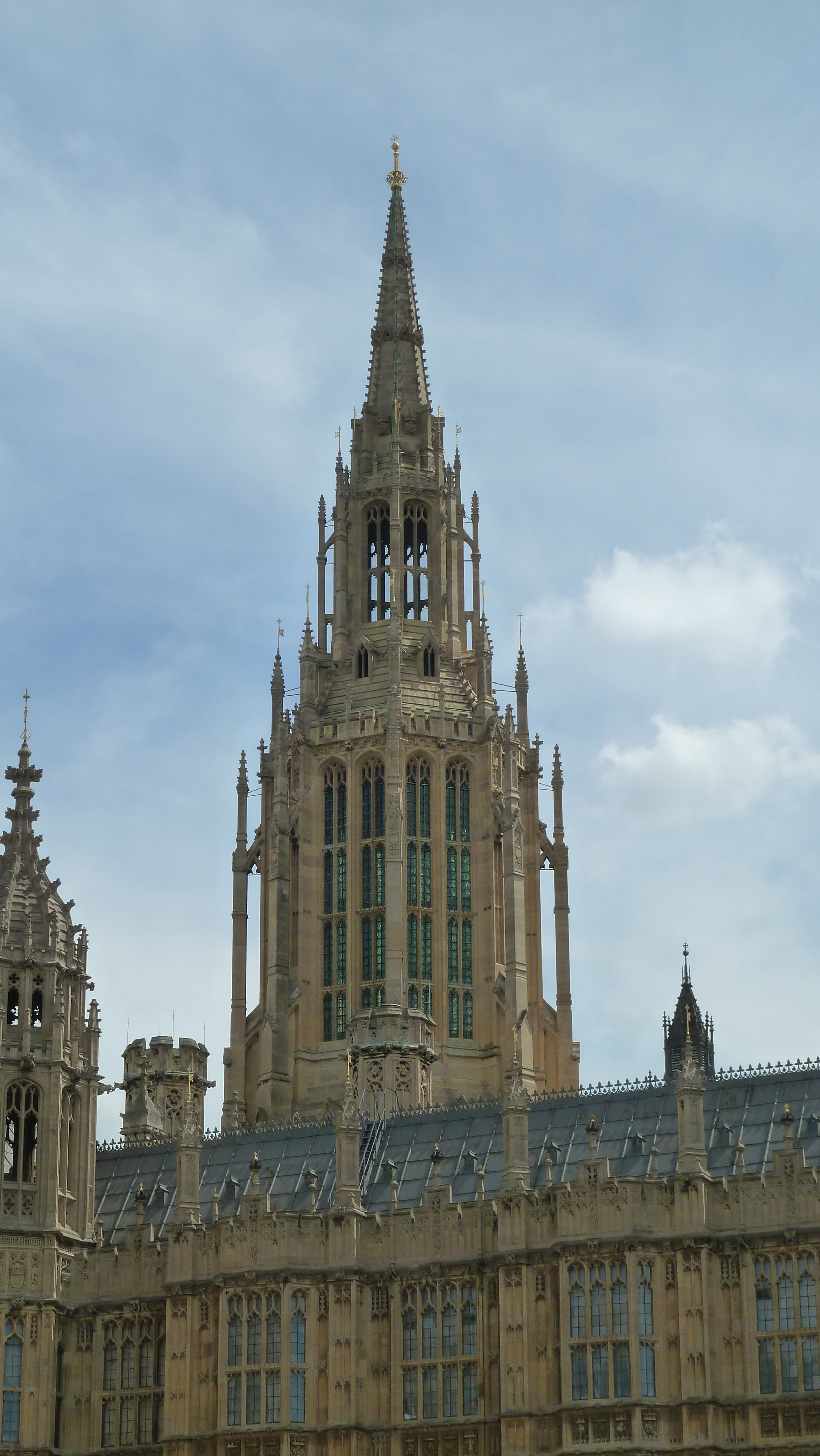
Центральна вежа Вестмінстерського палацу. Цей восьмикутний шпиль був призначений для вентиляції, у складнішій системі, встановленій Рейдом Баррі, згідно з якою він мав виводити повітря з палацу. Дизайн мав на меті естетичне маскування його функції.

У середині 19 століття була розроблена складніша система, що передбачає використання механічного обладнання для циркуляції повітря. Інженер Стівен Гейлз у середині 1700-х років запровадив базову систему сильфонів для вентиляції Ньюгейтської в'язниці та прилеглих будівель. Проблема з цими ранніми пристроями полягала в тому, що для їх роботи потрібна була постійна людська праця. Девіда Босвелла Ріда викликали для свідчень перед парламентським комітетом щодо запропонованих архітектурних проектів нової Палати громад Великобританії після того, як стара згоріла під час пожежі в 1834 році. У січні 1840 року Рейд був призначений комітетом Палати лордів, який займався будівництвом нової будівлі Палати парламенту. Фактично це була посада інженера з вентиляції; і з її створенням почалася довга низка сварок між Рейдом та архітектором Чарлзом Баррі.
Рейд виступав за встановлення в новому будинку дуже передової системи вентиляції. Його конструкція передбачала, що повітря втягується в підземну камеру, де воно нагрівається або охолоджується. Потім повітря мало підійматися до камери через тисячі маленьких отворів, просвердлених у підлозі, та витягатися крізь стелю за допомогою спеціального вентиляційного вогнища у димовій трубі.
Репутація Рейда була створена його роботою у Вестмінстері. У 1837 році залізниця Лідса та Селбі замовила його для дослідження якості повітря в тунелі. Парові судна, побудовані для експедиції в Нігері 1841 року, були оснащені системами вентиляції на основі Вестмінстерської моделі Рейда. Повітря сушили, фільтрували й пропускали над вугіллям. Метод вентиляції Рейда також був більш повно застосований для Сент-Джордж Холлу Ліверпуля, де архітектор Харві Лонсдейл Елмс попросив, щоб Рейд був залучений до проектування вентиляції. Рейд вважав це єдиною будівлею, в якій була повністю реалізована його система.

### Вентилятори
З появою практичних парових машин стало можливим використовувати для вентиляції. стельові вентилятори. Рейд встановив чотири парових вентилятори на стелі лікарні Святого Георгія в Ліверпулі, так аби тиск, створюваний вентиляторами, змушував повітря надходити вгору через вентиляційні отвори в стелі. Новаторська робота Ріда стала основою для систем вентиляції й донині.

### Історія та розвиток норм вентиляції
Провітрювання приміщення свіжим повітрям має на меті уникнути «поганого повітря». Дослідження того, що таке погане повітря, почалося ще в 1600-х роках, коли англійський дослідник Джон Мейоу вивчав асфіксію тварин у закритих пляшках. Пізніше Лавуазьє наприкінці 1700-х років визначив отруйний компонент повітря як вуглекислий газ (CO2), що поклало початок дискусії щодо природи «поганого повітря», яке люди сприймають як задушливе або неприємне. Ранні гіпотези включали надмірні концентрації CO2 та вичерпання кисню. Однак наприкінці 1800-х років вчені вважали, що біологічне забруднення, а не кисень або CO2, є основним компонентом неприйнятного повітря в приміщенні. Однак ще в 1872 році було зазначено, що концентрація CO2 тісно корелює зі сприйняттям якості повітря.
Перша оцінка мінімальної вентиляції була розроблена Томасом Тредголдом у 1836 році. Надалі дослідженнями на цю тему займалися Джон Шоу Біллінгс у 1886 році та Карл Флюгге у 1905 році. Рекомендації Біллінгса та Флюгге були включені до численних будівельних норм 1900–1920-х років й опубліковані як галузевий стандарт ASHVE (попередник ASHRAE) у 1914 році.
Дослідження продовжувалось у вивченні різноманітних впливів температурного комфорту, кисню, вуглекислого газу та біологічних забруднень. Дослідження проводилися на людях у контрольованих тестових камерах. Два дослідження, опубліковані між 1909 та 1911 роками, показали, що вуглекислий газ не був шкідливим компонентом. Суб'єкти залишалися задоволеними в камерах з високим рівнем CO2 до тих пір, поки камера залишалася прохолодною (згодом було встановлено, що CO2 насправді є шкідливим у концентраціях понад 50 000 ppm).
У 1919 році ASHVE розпочала серйозні дослідження. У 1935 році фінансоване ASHVE дослідження, проведене Лембергом, Брандтом і Морсом, знову ж таки з використанням людей у випробувальних камерах, показало, що основним компонентом «поганого повітря» є запах, який сприймається нюховими нервами людини. Було виявлено, що реакція людини на запах логарифмічної концентрації забруднюючих речовин та пов'язана з температурою. За нижчих, більш комфортних температур нижча швидкість вентиляції була задовільною. Дослідження камери для випробувань людей у 1936 році, проведене Яглу, Райлі та Коггінсом, стало кульмінацією значної частини цих зусиль, враховуючи запах, об'єм приміщення, вік мешканців, вплив охолоджувального обладнання та наслідки рециркуляції повітря, які керували швидкістю вентиляції. Дослідження Константина Яглу було підтверджено та прийнято в галузеві стандарти, починаючи з коду ASA в 1946 році. На основі цієї дослідницької бази ASHRAE (замінивши ASHVE) розробила рекомендації для кожного простору та опублікувала їх як стандарт ASHRAE 62-1975: Вентиляція для прийнятної якості повітря в приміщенні.
У міру того, як архітектура включала механічну вентиляцію, вартість зовнішньої вентиляції стала піддаватися певній пильній перевірці. У 1973 році, у відповідь на нафтову кризу 1973 року та проблеми збереження, стандарти ASHRAE 62-73 і 62-81) зменшили необхідну вентиляцію з 10 CFM (4,76 л/с) на людину до 5 CFM (2,37 л/с) на людину. У холодному, теплому, вологому або пиловому кліматі бажано мінімізувати вентиляцію зовнішнім повітрям для економії енергії, витрат або фільтрації. Ця критика (наприклад, Tiller) призвела до того, що ASHRAE зменшила рівень зовнішньої вентиляції в 1981 році, особливо в приміщеннях для некурців. Проте подальші дослідження Фангера, В. Кейна та Янссена підтвердили модель Яглу. Виявлено, що знижена швидкість вентиляції є фактором, що сприяє синдрому «хворої будівлі».
Стандарт ASHRAE 1989 року (стандарт 62–89) стверджує, що відповідні рекомендації щодо вентиляції становлять 20 CFM (9,2 л/с) на людину в офісній будівлі та 15 CFM (7,1 л/с) на людину для шкіл, тоді як стандарт 2004 року 62.1- 2004 рік знову має нижчі рекомендації (див. таблиці нижче). ANSI/ASHRAE (стандарт 62–89) припустив, що «критерії комфорту (запаху), ймовірно, будуть задоволені, якщо швидкість вентиляції встановлена таким чином, щоб не перевищувати 1000 ppm CO2», тоді як OSHA встановило обмеження 5000 ppm понад 8 годин.
| Автор або джерело | рік      | Швидкість вентиляції (IP) | Швидкість вентиляції (SI) | Підстава або обґрунтування                                     |
| ----------------- | -------- | ------------------------- | ------------------------- | -------------------------------------------------------------- |
| Тредголд          | 1836 рік | 4 CFM на людину           | 2 л/с на людину           | Основні метаболічні потреби, частота дихання та горіння свічки |
| Біллінгс          | 1895 рік | 30 CFM на людину          | 15 л/с на людину          | Гігієна повітря в приміщенні, запобігання поширенню хвороб     |
| Флюгге            | 1905 рік | 30 CFM на людину          | 15 л/с на людину          | Надмірна температура або неприємний запах                      |
| ASHVE             | 1914 рік | 30 CFM на людину          | 15 л/с на людину          | На основі Біллінгса, Флюгге та сучасників                      |
| Ранні кодекси США | 1925 рік | 30 CFM на людину          | 15 л/с на людину          | Само, як і вище                                                |
| Яглу              | 1936 рік | 15 CFM на людину          | 7,5 л/с на людину         | Контроль запаху, зовнішнє повітря як частка загального повітря |
| ASA               | 1946 рік | 15 CFM на людину          | 7,5 л/с на людину         | На основі Яхлоу та сучасників                                  |
| ASHRAE            | 1975 рік | 15 CFM на людину          | 7,5 л/с на людину         | Само, як і вище                                                |
| ASHRAE            | 1981 рік | 10 CFM на людину          | 5 л/с на людину           | Для місць для некурців знижено.                                |
| ASHRAE            | 1989 рік | 15 CFM на людину          | 7,5 л/с на людину         | На основі Фангера, В. Кейна та Янссена                         |

ASHRAE продовжує публікувати рекомендації щодо швидкості вентиляції у кожному просторі, рішення щодо яких приймає консенсусний комітет експертів галузі. Сучасними нащадками стандарту ASHRAE 62-1975 є стандарт ASHRAE 62.1 для нежитлових приміщень і ASHRAE 62.2 для житлових приміщень.
У 2004 році метод розрахунку було переглянуто, щоб включити як компонент забруднення на основі мешканців, так і компонент забруднення на основі території. Ці два компоненти є додатковими, щоб отримати загальну швидкість вентиляції. Зміна була зроблена, щоб визнати, що густонаселені райони іноді були надмірно вентильовані (що призводило до збільшення енергії та витрат) з використанням методології на людину.
З 1999 по 2010 роки відбувся значний розвиток протоколу застосування для швидкості вентиляції. Ці вдосконалення стосуються рівня вентиляції, що залежить від мешканців та ефективності процесу вентиляції приміщень й ефективності системної вентиляції.

## Типи вентиляційних систем
Вентиляційна система — сукупність пристроїв для обробки, транспортування, подавання й видалення повітря.
Системи вентиляції класифікуються за наступними ознаками:
- За засобом створення тиску і переміщення повітря: з природним і штучним (механічним) спонуканням.

Вентиляція з природним спонуканням для переміщення повітря використовує природні сили — вітер та гравітацію, тоді як механічна вентиляція забезпечує повітрообмін у приміщеннях за допомогою механічних засобів — вентиляторів, ежекторів тощо.
- За призначенням: припливні і витяжні

Припливна система подає свіже повітря в приміщення. Витяжна система забирає відпрацьоване повітря з приміщення та викидає його назовні. Кількість (маса) повітря, що потрапляє в будинок дорівнює кількості повітря, що видаляється з нього, тому для збалансованого повітрообміну в будинку чи споруді, як правило, передбачається комбінація припливних і витяжних систем. Іноді, припливну систему об'єднують з витяжною в одну систему. Такі системи називають припливно-витяжними.
- За поширенням зони обслуговування: місцеві і загальнообмінні

Місцевою вентиляцією називається така вентиляція, при якій повітря подається до певних місць (припливна місцева вентиляція), або коли забруднене повітря видаляється тільки від місць утворення шкідливих виділень (місцева витяжна вентиляція). Місцева припливна вентиляція може забезпечувати приплив чистого повітря (заздалегідь очищеного і підігрітого) до певних місць. І навпаки, місцева витяжна вентиляція видаляє повітря від певних місць з найбільшою концентрацією шкідливих домішок в повітрі. Прикладом такої місцевої витяжної вентиляції може бути витяжка на кухні, яка встановлюється над газовою або електричною плитою. Загальнообмінна вентиляція забирає чи подає повітря рівномірно по всій площі приміщення.
- За конструктивним виконанням: канальні та безканальні.

У безканальних системах повітря подається та забирається з приміщень безпосередньо через отвори у огороджуючих конструкціях. Канальні системи використовують для цього систему вентиляційних каналів — повітропроводи, вентиляційні шахти тощо.

## Продуктивність вентиляційної системи
Критерієм продуктивності вентиляційної системи є витрата повітря. Витратою називають кількість (масу або об'єм) повітря, що подається чи видаляється системою вентиляції за одиницю часу. Відповідно розрізняють масову та об'ємну витрату: масова витрата вимірюється в одиницях маси повітря на одиницю часу (наприклад, кг/год), а об'ємну — у одиницях об'єму на одиницю часу (наприклад, м³/год).

## Вимоги до систем вентиляції
Вимоги до систем вентиляції встановлюються державними санітарно-гігієнічними нормами, будівельними нормами, а також вимогами технологічних процесів. Залежно від типу та призначення приміщення, ці вимоги регламентують продуктивність вентиляції, гранично допустиму концентрацію (ГДК) шкідливих речовин в приміщеннях, температуру та вологість повітря, рівень шуму, що генерується чи передається вентиляційною системою, швидкість потоку повітря у повітропроводах та інші параметри.

## Норма повітрообміну на одну людину
В різних країнах санітарні та будівельні норми встановлюють різну норму повітрообміну на одну людину. Так, в Україні, та країнах СНД, згідно з чинними нормами, одна людина, що постійно перебуває в приміщенні і виконує легку роботу, потребує щонайменше 40 м³ свіжого повітря за годину для роботи в громадських приміщеннях, 30 м³ — для виробничих, тоді як більшості країн світу ця цифра не перевищує 30 м³/год. Норма повітрообміну на одну людину залежить також від вимог до комфорту у приміщенні та характеру діяльності. Наприклад, спортсмени під час змагання потребують більше свіжого повітря, ніж глядачі.